# Municipio de Northfield (Dakota del Norte)
El municipio de Northfield (en inglés: Northfield Township) es un municipio ubicado en el condado de Ramsey en el estado estadounidense de Dakota del Norte. En el año 2010 tenía una población de 27 habitantes y una densidad poblacional de 0,29 personas por km².

## Geografía
El municipio de Northfield se encuentra ubicado en las coordenadas 48°29′53″N 98°38′31″O / 48.49806, -98.64194. Según la Oficina del Censo de los Estados Unidos, el municipio tiene una superficie total de 92.43 km², de la cual 90,02 km² corresponden a tierra firme y (2,61 %) 2,41 km² es agua.

## Demografía
Según el censo de 2010, había 27 personas residiendo en el municipio de Northfield. La densidad de población era de 0,29 hab./km². De los 27 habitantes, el municipio de Northfield estaba compuesto por el 100 % blancos. Del total de la población el 0 % eran hispanos o latinos de cualquier raza.